# Hydrox
A Hydrox a Leaf Brands tulajdonában lévő krémmel töltött, csokoládés szendvicskekszek márkaneve. 1908-ban debütált az Amerikai Egyesült Államokban, és több mint 90 évig gyártotta a Sunshine Biscuits nevű cég. Az 1912-ben bemutatott Oreo keksz az eredeti Hydrox utánzata. Az Oreo később népszerűbb lett, mint a Hydrox, így többen azt gondolták, hogy a Hydrox az Oreo utánzata. A Hydrox édesebb töltelékkel rendelkezik, mint az Oreo.